# 駐屯地

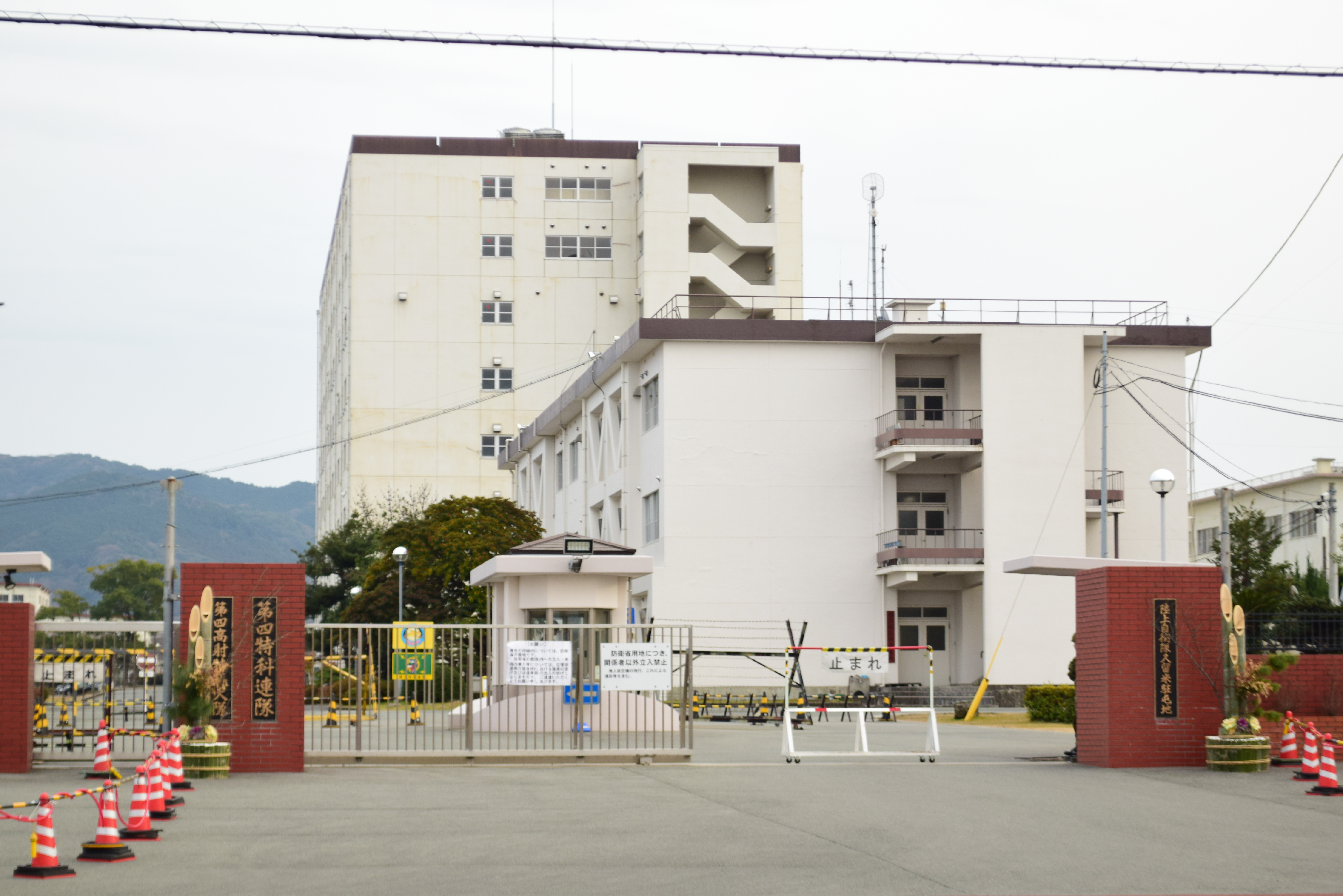
陸上自衛隊の久留米駐屯地（福岡県久留米市）

駐屯地（ちゅうとんち、英: Camp, Fort, Garrison）は、陸軍や陸上自衛隊が平時に駐在する軍事基地である。

## 概説
空軍においては、平時より常設された、飛行場を持つ空軍基地（Air base）が作戦行動の拠点となる事が多いのに対し、陸軍は移動した先々が作戦行動の拠点となり、平時の駐屯地が作戦行動時に基地とならない事から、特に区別する。なお、海軍では艦隊が行動の中心であり、港湾・陸上施設などに基地の名称は使わず「海軍施設」「軍港」と称するが、航空機を常設する部隊では「航空基地(Naval air station)」の名称を用いる場合がある。

## ローマ帝国における駐屯地
ローマ帝国ではイベリア半島やアルプス以北の地域にある属州に都市が建設されたが、それらの都市の多くは軍隊の駐屯地から発達したと考えられている。
軍隊の駐屯地には付随して商人や職人の集落が形成され都市の核となった。これらの地は道路や河川といった交通路への近接性から、軍事拠点として好適であっただけでなく都市としての立地条件にも優れていたため、後の時代に政治的あるいは宗教的な中心都市として発展した例が多い。
イギリスのランカスターやウインチェスターなどの地名はラテン語で駐屯地を意味する接尾語castraに由来する。

## 日本における駐屯地
大日本帝国陸軍（帝国陸軍）軍隊が永久に一つの地に配備駐屯する場合は衛戍地と言った。日本の法令上での表記は、帝国陸軍、警察予備隊では「駐屯地」であったが、保安隊発足時に当用漢字の制限から「駐とん地」となり陸上自衛隊に継承、1982年4月30日の自衛隊法施行令等の改正で再び「駐屯地」となった。なお、陸上自衛隊では訓令で定められている駐屯地の略号はStaである。
陸上自衛隊では、陸上自衛隊の部隊または機関が所在する施設を「駐屯地」と称し、通常一つの駐屯地に複数の部隊・機関が所在する。各駐屯地には、その駐屯地の警備及び管理、駐屯地における隊員の規律の統一等を司る職として駐屯地司令が置かれる。駐屯地司令は通常その駐屯地に駐屯する部隊の中の最上位者が充てられるが、師団・旅団等の主要司令部所在駐屯地においては原則を厳格に適用すると最高位の陸将が担当することになってしまうため、一部例外も存在する。（詳細は駐屯地司令を参照）。2022年（令和4年）3月17日現在、分屯地（駐屯地とは別の場所に所在するが駐屯地の一部となる施設）も含めた駐屯地の総数は164（駐屯地135、分屯地29）である。
隊員が課業（業務）を行う場である以外に、各駐屯地司令が定める細則等に基づき営外居住を許可された者を除いた独身の陸曹以下にとっては生活の場である為、隊舎や日々の訓練を行う営庭（グラウンド）、体育館、射撃場、車両倉庫など以外に、営内舎（寮）、食堂、売店、医務室、浴場など生活に必要な施設が整備されている。
中隊内で営内班を組織し、班ごとに営内での居住区が割り当てられる。営内班長たる曹は営内士の教育、指導に当たる。
売店は通常“PX”(Post Exchange)と呼ばれ、被服装備品、食料品、衣類、文具などの生活雑貨、自衛隊グッズなどが販売されている。売店には民間委託の書店、菓子屋、薬局、電器店、食堂なども含まれ、駐屯地によっては、ゲームセンターやパチンコ店、営舎内での飲酒は禁じられているので居酒屋なども設けられている。また近年では大手チェーン系コンビニエンスストアが続々参入している駐屯地（主に総監部・師団等司令部所在や連隊規模が複数駐屯する駐屯地）も散見される。これら売店を総括して厚生センターと言う。
陸上自衛隊の各駐屯地では、大災害や有事の勃発に備え、常に一定人数の隊員が寝泊りをしながらスクランブル体制で待機している。陸上自衛隊の場合、防衛出動・治安出動もしくは災害派遣命令が下ってから1時間以内に一定の規模の部隊が駐屯地を出発できる状態をスクランブル体制と規定している。佐藤正久（参議院議員、元陸上自衛官）によれば、日本国内の殆どの地域には出発から4時間以内に派遣隊員が到着可能とされる。
基本的に駐屯地内における写真撮影は原則禁止となる事が多く（駐屯地開放日でも式典会場周辺や会食会場等に限られる）、特に駐屯地正門等で広報への事前申請等で許可を受けた取材等の正当な理由がない写真撮影は適時必要に応じて所轄警察署・公安委員会への通報の原因に繋がるため注意が必要である。但し、敷地外からの撮影の禁止には法的根拠はない為、正門前自衛官に撮影の禁止を通達されてもあくまでも「撮影禁止の協力をお願いしている。」と防衛省では説明しており法的に禁じられているわけではない。同時にこれらの要請を撮影者に対して強制してはならないと明言している。

### 駐屯部隊
陸上自衛隊では、駐屯地の形態は多岐にわたるが、一般的な駐屯地の場合、次のような部隊も同時に置かれる。規模はほとんどが大隊。
- 会計隊

方面総監部所在駐屯地には方面会計隊本部が置かれ、管内の駐屯地に会計隊または同隊派遣隊が分遣される（学校・補給処等が所在する駐屯地・分屯地には置かれない場合がある。市ヶ谷駐屯地は中央会計隊が担当）。
- 警務隊

方面総監部所在駐屯地は方面警務隊本部が分遣される。師団・旅団司令部所在の駐屯地には地区警務隊本部が置かれ、他の駐屯地には規模に応じ派遣隊または連絡班が（師団・旅団司令部ではないが富士、習志野、久里浜の各駐屯地にも地区警務隊本部が置かれる。市ヶ谷駐屯地は中央警務隊が担当）。
- 基地システム通信部隊等

方面総監部所在駐屯地に基地システム通信中隊が、師団等司令部所在駐屯地には基地通信中隊本部が置かれる。担当区域の駐屯地には派遣隊が分遣される（市ヶ谷駐屯地は中央基地システム通信隊が担当）。
- 駐屯地業務隊（学校、補給処等が所在する駐屯地には置かれない場合がある。市ヶ谷駐屯地は中央業務支援隊が担当）。

これ以外に、陸上自衛隊の編成ではないが、駐屯部隊の持ち回りで、警衛隊（敷地内守衛と警備。当直制）、消防隊（班）などが構成される。

### 当直勤務等
駐屯部隊には不測の事態（主として執務時間外に飛び込む災害派遣要請）に備え、待機要員と当直が置かれる。駐屯地当直司令及び部隊当直司令には補佐役として当直副官（駐屯部隊の人員の掌握・鍵の管理等）と当直伝令（主に当直司令のベッド取りや電話番、運転手等。軍で言う当番兵、従卒）が設けられる。
駐屯地当直

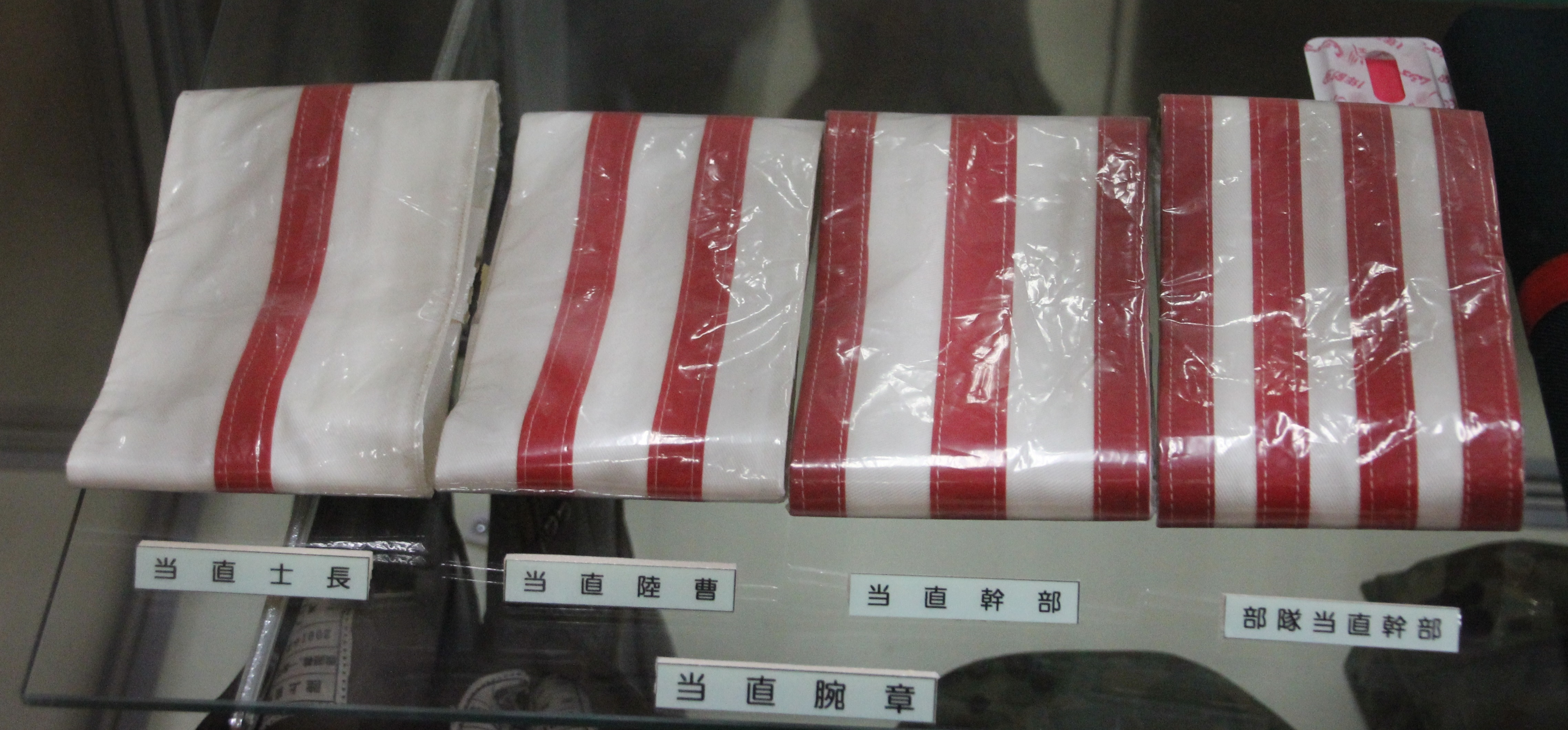
当直腕章（名寄駐屯地展示品　旧型で廃止済み）

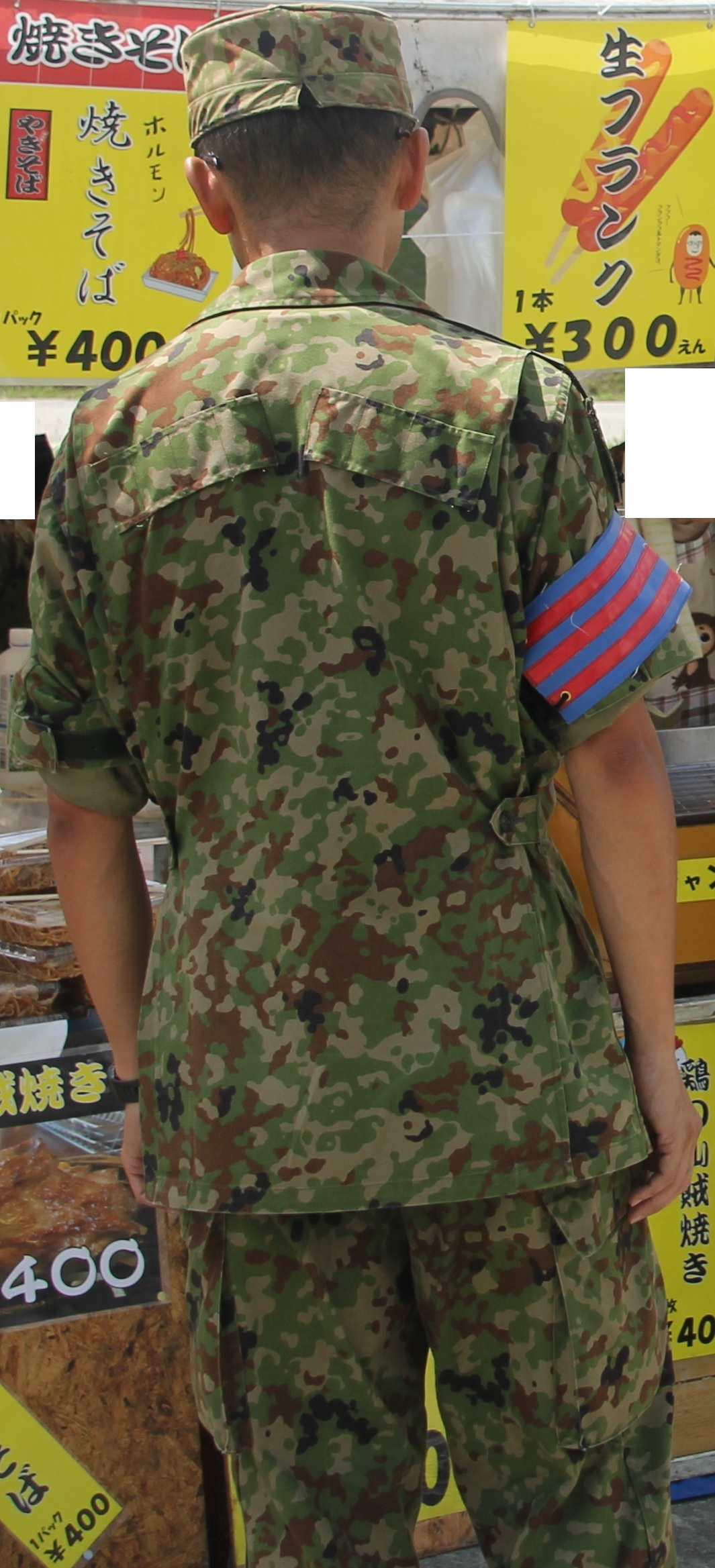
駐屯地当直副官の腕章。部隊当直の物と違って布地が白ではなく濃紺となっている。同じ3本の赤線で示す当直幹部と違い、赤線は全て腕章の内側に縫い付けられている

- 司令は駐屯地所在部隊長（主に中隊長職や科長職等3佐～1尉の自衛官、1個中隊程度の小規模部隊が駐屯する場合は当該の当直幹部が兼務する場合もあり、状況によっては尉官・准尉・曹長～2曹）が上番する。主に駐屯部隊の当直を統括し、駐屯地司令に命ぜられた事項を行う。1尉の自衛官が駐屯地当直司令に上番する際は、駐屯する部隊の部隊当直は駐屯地当直司令よりも下位の自衛官が上番する。また、当直副官は1曹～2曹の自衛官が上番する。司令の腕章は紺色地に外側2本内側2本の赤線4本、副官は赤線が内側3本線、伝令は陸曹が内側2本線、陸士は1本線。

部隊当直
- 隷下に中隊等の部隊を保有する連隊・大隊・それに準ずる「隊」に設置され、部隊当直司令は隷下部隊の当直を統括する。所属部隊長から命ぜられた事項を行う。1尉～3尉若しくは部隊によっては准尉や曹長（ただし最先任上級曹長の職若しくは補職が幹部職を指定された曹に限る）の階級を指定された自衛官が上番を行う。なお、小規模駐屯地等基幹部隊（連隊等）以外の駐屯部隊が1個中隊程度（業務隊等を除く）の駐屯地では基幹部隊の隷下外部隊等所属の自衛官が駐屯地当直司令に上番する場合を除き設置されない場合もある。ただし、設置された場合は担当する部隊当直司令は所属中隊等の当直幹部を兼務する場合がほとんどである。当直副官・伝令の指定階級は基本的に駐屯地当直副官・伝令と同じであり、装着する腕章も白地の物を使用する以外は同一である。

大隊・中隊等部隊当直
- 当直幹部は、大隊・中隊若しくはそれに準ずる「隊」の人員や武器などの管理・掌握などの責任者として勤務を行う（簡単に言えば電話番みたいな存在）。上番する自衛官は部隊等によるが1尉（部隊規模は中隊に準ずるが、部隊の特性上大隊規模として運用される偵察隊や後方支援隊補給隊等）～2曹（但し、2曹上番者は中級陸曹特技課程修了者に限る）が主に上番する。なお、所属部隊の人員の掌握等を受け持つ当直陸曹（2曹～3曹）や電話番や操縦手を担う当直士長（士長ないし1士）など2ないし3名で中隊等部隊当直は運用される。連隊・群等の隷下大隊に設置される当直幹部は1名で運用し、大隊隷下の中隊等に設置される当直は当直陸曹×2名ないし当直陸曹1名と当直士長×1で運用される。当直幹部は白地に赤線3本（どちらかというと「赤地に白帯2本」に見える）、当直陸曹は腕寄りに赤線2本、伝令は腕寄りに赤線1本の腕章を着用する。

師団・旅団・団等部隊当直
- 当直長は司令部（本部）勤務の幹部が上番、所属長から命ぜられた事項を行い隷下部隊当直を統括する。腕章等は特別な規則等は存在せず、各司令部ごとに異なる。

### 駐屯地の公開

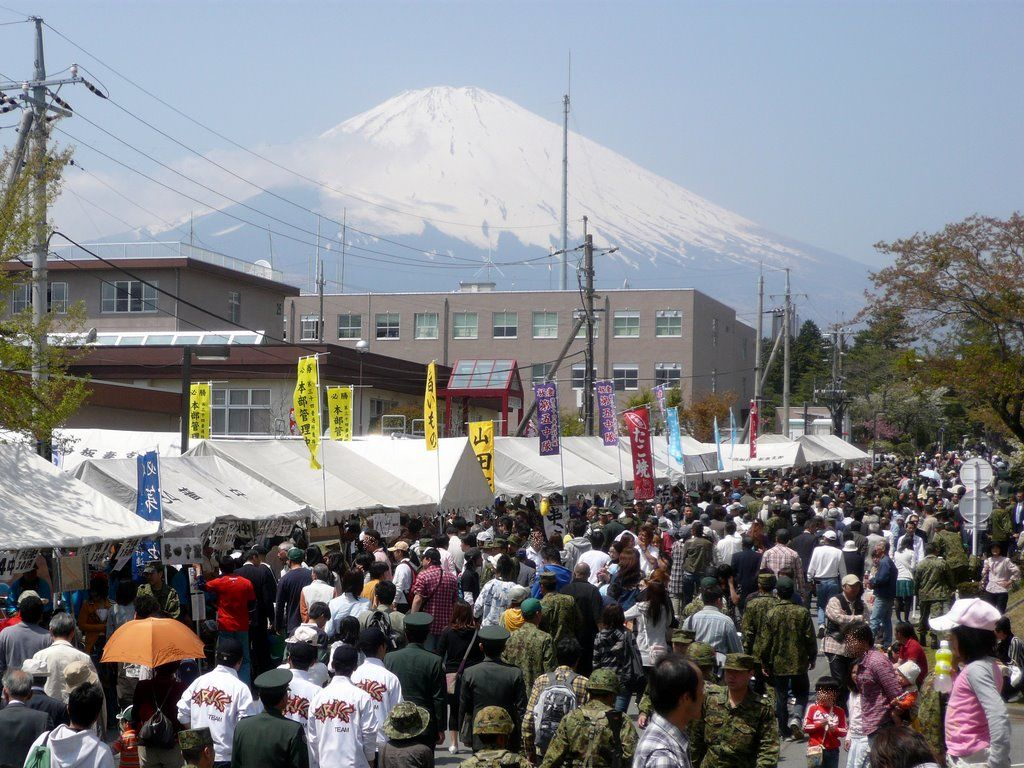
板妻駐屯地の開設記念行事（2009年）

基本的には関係者以外立入りできないが、多くの駐屯地で広報や地域住民との交流などを目的として年に1～2回一般公開を実施している。一般公開の際は装備品展示・試乗、資料館開放、観閲式、音楽隊の演奏、訓練展示、業者や隊員による模擬店・グッズ売店の設置などが行われる。
特に訓練展示ではその駐屯地に駐屯する部隊の特色を活かした展示がおこなわれる。基本的には偵察～火砲による敵陣地射撃～戦車と普通科部隊協同での敵陣地への攻撃奪取という流れで行われるが施設科部隊の駐屯地では架橋や地雷除去、航空科部隊の駐屯地では空中消火の展示などが行われることもある。
一般公開時以外にも、地方協力本部等に申し込む等すれば体験入隊や見学が可能で、休日に駐屯地内のグランドを近隣住民に開放していることもある。また、近隣の中学・高等学校の職業・職場体験学習を積極的に受け入れている駐屯地もあり、施設、装備品、用途廃止装備等の見学、車両装備等への体験乗車、徒歩行進訓練やレンジャー訓練、高さ15メートルのタワーから命綱を付けて飛び降りる降下訓練等の体験等が行われる。

## 自衛隊の駐屯地
※駐屯地名（所在地）：駐（分）屯地司令業務担任部隊、業務隊等名、管理演習場等、隷属分屯地名の順に記述。

### 第2警備地区
北海道
5個駐屯地、5個分屯地、5個業務隊。
- 名寄駐屯地（名寄市）：第3即応機動連隊、名寄駐屯地業務隊、名寄演習場・鬼志別演習場、名寄射撃場、知駒岳訓練場、稚内分屯地・礼文分屯地が隷属。
  - 稚内分屯地（稚内市）：第301沿岸監視隊、名寄駐屯地業務隊稚内管理班。
  - 礼文分屯地（礼文郡礼文町）：第301沿岸監視隊派遣隊、名寄駐屯地業務隊礼文管理班。
- 留萌駐屯地（留萌市）：第26普通科連隊、留萌駐屯地業務隊、留萌演習場・マサリベツ演習場、留萌射撃場、天塩訓練場
- 遠軽駐屯地（紋別郡遠軽町）：第25普通科連隊、遠軽駐屯地業務隊、遠軽演習場。
- 旭川駐屯地（旭川市）：第2師団司令部付隊、旭川駐屯地業務隊、近文台演習場、鷹栖射撃場、春光弾薬庫、沼田分屯地、近文台分屯地が隷属。
  - 沼田分屯地（雨竜郡沼田町）：沼田弾薬支処、沼田弾薬支処
  - 近文台分屯地（旭川市）：近文台弾薬支処、近文台弾薬支処
- 上富良野駐屯地（空知郡上富良野町）：第2戦車連隊、上富良野駐屯地業務隊、上富良野演習場、多田分屯地が隷属。
  - 多田分屯地（空知郡上富良野町）：多田弾薬支処、多田弾薬支処

### 第5警備地区
北海道
5個駐屯地、2個分屯地、5個業務隊。
- 美幌駐屯地（網走郡美幌町）：第6普通科連隊、美幌駐屯地業務隊、美幌訓練場、地美幌射撃場
- 別海駐屯地（野付郡別海町）：第5偵察隊、別海駐屯地業務隊、矢臼別演習場。
- 釧路駐屯地（釧路郡釧路町）：第27普通科連隊、釧路駐屯地業務隊、別保射撃場、釧路着陸場、標津分屯地が隷属。
  - 標津分屯地（標津郡標津町）：第302沿岸監視隊、釧路駐屯地業務隊標津管理班。
  - 羅臼分室(目梨郡羅臼町）：
- 帯広駐屯地（帯広市）：第5旅団司令部付隊、帯広駐屯地業務隊、幕別射撃場、浜大樹訓練場、足寄分屯地が隷属。
  - 足寄分屯地（足寄郡足寄町）：足寄弾薬支処、足寄弾薬支処
- 鹿追駐屯地（河東郡鹿追町）：第5戦車隊、鹿追駐屯地業務隊、然別演習場。

### 第7警備地区
北海道
9個駐屯地、2個分屯地、6個業務隊。
島松駐屯地、安平駐屯地、白老駐屯地には、北海道補給処等が駐屯地業務を行っており業務隊が編成されていない。2個の分屯地も補給処の支処が主に所在する。
- 北千歳駐屯地（千歳市）：第1特科団本部中隊、北千歳駐屯地業務隊。
- 東千歳駐屯地（千歳市）：第7師団司令部付隊、東千歳駐屯地業務隊、北海道大演習場（東千歳地区）。
- 北恵庭駐屯地（恵庭市）：第72戦車連隊、北恵庭駐屯地業務隊。
- 南恵庭駐屯地（恵庭市）：第3施設団本部付隊、南恵庭駐屯地業務隊。
- 島松駐屯地（恵庭市）：北海道補給処、北海道補給処、北海道大演習場（島松地区）、島松山高射教育訓練場、日高分屯地が隷属。
  - 日高分屯地（沙流郡日高町）：日高弾薬支処長、日高弾薬支処。
- 安平駐屯地（勇払郡安平町）：安平弾薬支処長、安平弾薬支処、早来分屯地が隷属。
  - 早来分屯地（勇払郡安平町）：早来燃料支処長、早来燃料支処。
- 白老駐屯地（白老郡白老町）：白老弾薬支処長、白老弾薬支処。
- 幌別駐屯地（登別市）：第13施設群、幌別駐屯地業務隊、幌別射撃場
- 静内駐屯地（日高郡新ひだか町）：第7高射特科連隊、静内駐屯地業務隊、静内対空射場。

### 第11警備地区
北海道
8個駐屯地、1個分屯地、8個業務隊。※苗穂分屯地は島松駐屯地に隷属
- 岩見沢駐屯地（岩見沢市）：第12施設群、岩見沢駐屯地業務隊、孫別演習場。
- 札幌駐屯地（札幌市中央区）：北部方面総監部付隊、札幌駐屯地業務隊。
- 丘珠駐屯地（札幌市東区）：北部方面航空隊、丘珠駐屯地業務隊。
- 滝川駐屯地（滝川市）：第10即応機動連隊、滝川駐屯地業務隊、滝川演習場、新十津川射撃場
- 美唄駐屯地（美唄市）：第2地対艦ミサイル連隊、美唄駐屯地業務隊、美唄訓練場。
- 真駒内駐屯地（札幌市南区）：第11旅団司令部付隊、真駒内駐屯地業務隊、真駒内弾薬庫、茨戸川渡河訓練場、北海道大演習場（西岡地区）。
- 倶知安駐屯地（虻田郡倶知安町）：北部方面対舟艇対戦車隊、倶知安駐屯地業務隊、高嶺演習場、ニセコ演習場、倶知安射撃場
- 函館駐屯地（函館市）：第28普通科連隊、函館駐屯地業務隊、駒ケ岳演習場、亀田射撃場
  - 苗穂分屯地（札幌市東区）：苗穂支処、苗穂支処。※島松駐屯地に隷属

### 第6警備地区

#### 宮城県
- 霞目駐屯地（仙台市若林区）：東北方面航空隊、霞目駐屯地業務隊、岩沼訓練場
- 多賀城駐屯地（多賀城市）：第22即応機動連隊、多賀城駐屯地業務隊、利府射撃場
- 大和駐屯地（黒川郡大和町）：第6偵察隊、大和駐屯業務隊
- 仙台駐屯地（仙台市宮城野区）：東北方面総監部付隊、仙台駐屯地業務隊
- 反町分屯地 （宮城郡松島町）：反町弾薬支処、反町弾薬支処
- 船岡駐屯地（柴田郡柴田町）：第2施設団本部付隊、船岡駐屯地業務隊

#### 山形県
- 神町駐屯地（東根市）：第6師団司令部付隊、神町駐屯地業務隊、東根射撃場

#### 福島県
- 福島駐屯地（福島市）：第44普通科連隊、福島駐屯地業務隊、福島射撃場
- 郡山駐屯地（郡山市）：第6高射特科大隊、郡山駐屯地業務隊、高森訓練場

### 第9警備地区

#### 青森県
- 青森駐屯地（青森市）：第9師団司令部付隊、青森駐屯地業務隊
- 弘前駐屯地（弘前市）：第39普通科連隊、弘前駐屯地業務隊
- 八戸駐屯地（八戸市）：第4地対艦ミサイル連隊、八戸駐屯地業務隊

#### 岩手県
- 岩手駐屯地（滝沢市）：東北方面特科連隊、岩手駐屯地業務隊、滝沢射撃場

#### 秋田県
- 秋田駐屯地（秋田市）：第21普通科連隊、秋田駐屯地業務隊、秋田射撃場

### 第1警備地区

#### 茨城県
- 勝田駐屯地（ひたちなか市）：陸上自衛隊施設学校、陸上自衛隊施設学校、長岡射撃場
- 土浦駐屯地（稲敷郡阿見町）：陸上自衛隊武器学校、陸上自衛隊武器学校、舟島射撃場
- 霞ヶ浦駐屯地（土浦市）：陸上自衛隊関東補給処、陸上自衛隊関東補給処
  - 朝日分屯地（稲敷郡阿見町）：陸上自衛隊関東補給処朝日燃料支処、陸上自衛隊関東補給処朝日燃料支処
- 古河駐屯地（古河市）：第1施設団本部付隊、古河駐屯地業務隊

#### 埼玉県
大宮駐屯地（さいたま市北区）：陸上自衛隊化学学校、陸上自衛隊化学学校

#### 千葉県
松戸駐屯地（松戸市）：陸上自衛隊需品学校、陸上自衛隊需品学校、柏訓練場
習志野駐屯地（船橋市）：第1空挺団、習志野駐屯地業務隊
下志津駐屯地（千葉市若葉区）：陸上自衛隊高射学校、陸上自衛隊高射学校
木更津駐屯地（木更津市）：第1ヘリコプター団、木更津駐屯地業務隊

#### 東京都
朝霞駐屯地（練馬区、埼玉県朝霞市、和光市、新座市）：東部方面総監部付隊、朝霞駐屯地業務隊、大井通信所、朝霞訓練場
練馬駐屯地（練馬区）：第1師団司令部付隊、練馬駐屯地業務隊
十条駐屯地（北区）：陸上自衛隊補給統制本部、陸上自衛隊補給統制本部
市ヶ谷駐屯地（新宿区）：陸上自衛隊中央業務支援隊、陸上自衛隊中央業務支援隊
三宿駐屯地（世田谷区、目黒区）：陸上自衛隊衛生学校、陸上自衛隊衛生学校
目黒駐屯地（目黒区）：陸上自衛隊教育訓練研究本部、陸上自衛隊教育訓練研究本部（航空自衛隊幹部学校）
用賀駐屯地（世田谷区）：陸上自衛隊関東補給処用賀支処、陸上自衛隊関東補給処用賀支処
小平駐屯地（小平市）：陸上自衛隊小平学校、陸上自衛隊小平学校
東立川駐屯地（立川市）：中央情報隊地理情報隊、東立川駐屯地業務隊
立川駐屯地（立川市）：東部方面航空隊、立川駐屯地業務隊

#### 神奈川県
座間駐屯地（相模原市南区）：第4施設群、座間駐屯地業務隊
横浜駐屯地（横浜市保土ケ谷区）：陸上自衛隊中央輸送隊、陸上自衛隊中央輸送隊
久里浜駐屯地（横須賀市）：システム通信・サイバー学校、システム通信・サイバー学校
武山駐屯地（横須賀市）：陸上自衛隊高等工科学校、武山駐屯地業務隊、長坂射撃場

#### 山梨県
北富士駐屯地（南都留郡忍野村）：東部方面特科連隊、北富士駐屯地業務隊、北富士演習場。

#### 静岡県
富士駐屯地（駿東郡小山町）：陸上自衛隊富士学校、陸上自衛隊富士学校、東富士演習場（陸上自衛隊富士学校管理部演習場管理課が管理）、富士射撃場
滝ヶ原駐屯地（御殿場市）：普通科教導連隊、滝ヶ原駐屯地業務隊
駒門駐屯地（御殿場市）：機甲教導連隊、駒門駐屯地業務隊
板妻駐屯地（御殿場市）：第34普通科連隊、板妻駐屯地業務隊

### 第12警備地区

#### 栃木県
- 北宇都宮駐屯地（宇都宮市）：陸上自衛隊航空学校宇都宮校、陸上自衛隊航空学校宇都宮校
- 宇都宮駐屯地（宇都宮市）：東部方面特科連隊第2特科大隊、宇都宮駐屯地業務隊

#### 群馬県
- 相馬原駐屯地（北群馬郡榛東村）：第12旅団司令部付隊、相馬原駐屯地業務隊
- 新町駐屯地（高崎市）：第12後方支援隊、新町駐屯地業務隊
  - 吉井分屯地（高崎市）：吉井弾薬支処、吉井弾薬支処

#### 新潟県
- 新発田駐屯地（新発田市）：第30普通科連隊、新発田駐屯地業務隊
- 高田駐屯地（上越市）：第5施設群、高田駐屯地業務隊、上湯谷射撃場

#### 長野県
- 松本駐屯地（松本市）：第13普通科連隊、松本駐屯地業務隊、松本射撃場

### 第3警備地区

#### 滋賀県
- 今津駐屯地（高島市）：第3偵察戦闘大隊、今津駐屯地業務隊
- 大津駐屯地（大津市）：中部方面混成団、大津駐屯地業務隊、大津自動車訓練場

#### 京都府
- 福知山駐屯地（福知山市）：第7普通科連隊、福知山駐屯地業務隊、福知山射撃場、福知山訓練場
- 桂駐屯地（京都市西京区）：中部方面後方支援隊、陸上自衛隊関西補給処桂支処
- 宇治駐屯地（宇治市）：関西補給処、関西補給処
  - 祝園分屯地（相楽郡精華町）：祝園弾薬支処、祝園弾薬支処
- 大久保駐屯地（宇治市）：第4施設団、大久保駐屯地業務隊、長池演習場（大久保駐屯地業務隊が管理）

#### 大阪府
- 八尾駐屯地（八尾市）：中部方面航空隊、八尾駐屯地業務隊
- 信太山駐屯地（和泉市）:第37普通科連隊、信太山駐屯地業務隊、信太山演習場、信太山訓練場

#### 兵庫県
- 川西駐屯地（川西市）：自衛隊阪神病院、自衛隊阪神病院
- 伊丹駐屯地（伊丹市）：中部方面総監部幕僚、伊丹駐屯地業務隊
- 千僧駐屯地（伊丹市）：第3師団司令部付隊、千僧駐屯地業務隊、長尾山演習場、久代訓練場、久代射撃場
- 青野原駐屯地（小野市）：第8高射特科群、青野原駐屯地業務隊、青野原演習場、青野原高射教育訓練場
- 姫路駐屯地（姫路市）：中部方面特科連隊、姫路駐屯地業務隊、姫路射撃場

#### 和歌山県
- 和歌山駐屯地（日高郡美浜町）：第304水際障害中隊、第304水際障害中隊

### 第10警備地区

#### 富山県
- 富山駐屯地（砺波市）：第382施設中隊、第382施設中隊

#### 石川県
- 金沢駐屯地（金沢市）：第14普通科連隊、金沢駐屯地業務隊

#### 福井県
- 鯖江駐屯地（鯖江市）：第372施設中隊、第372施設中隊、鯖江訓練場

#### 岐阜県
- 岐阜分屯地（各務原市）：第402施設中隊、第402施設中隊

#### 愛知県
- 春日井駐屯地（春日井市）：第10後方支援連隊、春日井駐屯地業務隊、大草自動車訓練場
- 守山駐屯地（名古屋市守山区）：第10師団司令部付隊、守山駐屯地業務隊、日野基本射撃場、小幡訓練場
- 豊川駐屯地（豊川市）：第6施設群、豊川駐屯地業務隊、高山射撃場、豊川訓練場、豊川自動車訓練場

#### 三重県
- 久居駐屯地（津市）：第33普通科連隊、久居駐屯地業務隊、久居訓練場、久居射撃場
- 明野駐屯地（伊勢市）：陸上自衛隊航空学校、陸上自衛隊航空学校、明野訓練場、玉城訓練場

### 第13警備地区

#### 鳥取県
- 米子駐屯地（米子市）：第8普通科連隊、米子駐屯地業務隊、米子射撃場、米子訓練場、米子自動車訓練場
  - 美保分屯地（境港市）：中部方面ヘリコプター隊第3飛行隊、米子駐屯地業務隊美保派遣隊

#### 島根県
- 出雲駐屯地（出雲市）：第13偵察戦闘大隊、出雲駐屯地業務隊、出雲射撃場

#### 岡山県
- 日本原駐屯地（勝田郡奈義町）：中部方面特科連隊第3特科大隊、日本原駐屯地業務隊、日本原演習場、日本原訓練場
- 三軒屋駐屯地（岡山市北区）：三軒屋弾薬支処、三軒屋弾薬支処

#### 広島県
- 海田市駐屯地（安芸郡海田町）：第13旅団司令部付隊、海田市駐屯地業務隊、原村演習場

#### 山口県
- 山口駐屯地（山口市）：第17普通科連隊、山口駐屯地業務隊、山口射撃場、山口訓練場、山口弾薬庫
  - 防府分屯地（防府市）：第13飛行隊、第13飛行隊

### 第14警備地区

#### 徳島県
- 徳島駐屯地（阿南市）：第14施設隊隊、徳島駐屯地業務隊
  - 北徳島分屯地（板野郡松茂町）：第14飛行隊、徳島駐屯地業務隊北徳島派遣班

#### 香川県
- 善通寺駐屯地（善通寺市）：第14旅団司令部付隊、善通寺駐屯地業務隊、国分台演習場、高屋射撃場、大池訓練場、大麻山弾薬庫

#### 愛媛県
- 松山駐屯地（松山市）：中部方面特科連隊第4特科大隊、松山駐屯地業務隊、小野演習場、小野訓練場

#### 高知県
- 高知駐屯地（香南市）：第50普通科連隊、高知駐屯地業務隊、高知演習場

### 第4警備地区

#### 福岡県
- 福岡駐屯地（春日市）：第4師団司令部付隊、福岡駐屯地業務隊、福岡射撃場
- 春日駐屯地（春日市）：自衛隊福岡病院、自衛隊福岡病院
- 小倉駐屯地（北九州市小倉南区）：第40普通科連隊、小倉駐屯地業務隊、曽根訓練場
  - 富野分屯地（北九州市小倉北区）：陸上自衛隊九州補給処富野弾薬支処、陸上自衛隊九州補給処富野弾薬支処
- 飯塚駐屯地（飯塚市）：第2高射特科団本部付隊、飯塚駐屯地業務隊、西山訓練場
- 小郡駐屯地（小郡市）：第5施設団本部付隊、小郡駐屯地業務隊、太刀洗通信所、小郡訓練場、桜谷射撃場
- 久留米駐屯地（久留米市）：西部方面混成団、久留米駐屯地業務隊、久留米弾薬庫、鷹取山通信中継所
- 前川原駐屯地（久留米市）：陸上自衛隊幹部候補生学校、陸上自衛隊幹部候補生学校、藤山射撃場

#### 佐賀県
- 目達原駐屯地（神埼郡吉野ヶ里町）：陸上自衛隊九州補給処、陸上自衛隊九州補給処
  - 鳥栖分屯地（鳥栖市）：九州補給処鳥栖燃料支処、九州補給処鳥栖燃料支処
- 佐賀駐屯地（佐賀市・仮称）　2025年開設予定。

#### 長崎県
- 大村駐屯地（大村市）：第16普通科連隊、大村駐屯地業務隊
- 相浦駐屯地（佐世保市）：水陸機動団、相浦駐屯地業務隊、早岐射撃場
  - 崎辺分屯地：水陸機動団戦闘上陸大隊、相浦駐屯地業務隊崎辺派遣隊　※海自佐世保基地崎辺地区に隣接。
- 竹松駐屯地（大村市）：第3水陸機動連隊、竹松駐屯地業務隊
- 対馬駐屯地（対馬市）：対馬警備隊、対馬警備隊、対馬射撃場、対馬訓練場

#### 大分県
- 別府駐屯地（別府市）：第41普通科連隊、別府駐屯地業務隊、両子山通信訓練場、国東通信中継所、山浦無人中継所
  - 大分分屯地（大分市）：九州補給処大分弾薬支処、九州補給処大分弾薬支処
- 湯布院駐屯地（由布市）：第2特科団本部中隊、湯布院駐屯地業務隊、日出生台演習場
- 玖珠駐屯地（玖珠郡玖珠町）：西部方面戦車隊、玖珠駐屯地業務隊

### 第8警備地区

#### 熊本県
- 熊本駐屯地（熊本市東区）：自衛隊熊本病院、自衛隊熊本病院
- 健軍駐屯地（熊本市東区）：西部方面総監部幕僚、健軍駐屯地業務隊
  - 高遊原分屯地（上益城郡益城町）：西部方面航空隊、健軍駐屯地業務隊高遊原派遣隊
- 北熊本駐屯地（熊本市北区）：第8師団司令部付隊、北熊本駐屯地業務隊

#### 宮崎県
- えびの駐屯地（えびの市）：第24普通科連隊、えびの駐屯地業務隊、霧島演習場
- 都城駐屯地（都城市）：第43普通科連隊、都城駐屯地業務隊、都城訓練場、高ノ峰射撃場、鰐塚山通信訓練場

#### 鹿児島県
- 川内駐屯地（薩摩川内市）：第8施設大隊、川内駐屯地業務隊
- 国分駐屯地（霧島市）：第12普通科連隊、国分駐屯地業務隊、国分射撃場、佐多射撃場
- 奄美駐屯地（奄美市）：奄美警備隊、奄美駐屯地業務隊
  - 瀬戸内分屯地（大島郡瀬戸内町）：奄美警備隊普通科中隊長

### 第15警備地区

#### 沖縄県
- 那覇駐屯地（那覇市）：第15旅団司令部付隊、那覇駐屯地業務隊、那覇訓練場、沖縄訓練場、浮原島訓練場
  - 白川分屯地（沖縄市）：第15高射特科連隊第3高射中隊、那覇駐屯地業務隊白川派遣隊、白川高射教育訓練場
  - 勝連分屯地（うるま市）：第7地対艦ミサイル連隊、那覇駐屯地業務隊勝連派遣隊、勝連高射教育訓練場
  - 知念分屯地（南城市）：第15高射特科連隊第1高射中隊、那覇駐屯地業務隊知念派遣隊、知念高射教育訓練場
  - 八重瀬分屯地（島尻郡八重瀬町）：第15高射特科連隊、那覇駐屯地業務隊八重瀬派遣隊、
  - 南与座分屯地（島尻郡八重瀬町）：第15高射特科連隊第4高射中隊、那覇駐屯地業務隊南与座派遣隊、南与座高射教育訓練場
- 南那覇駐屯地（那覇市）：自衛隊那覇病院、自衛隊那覇病院
- 宮古島駐屯地（宮古島市）：宮古警備隊、宮古島駐屯地業務隊、保良訓練場[14]
- 石垣駐屯地（石垣市）：八重山警備隊、石垣駐屯地業務隊
- 与那国駐屯地（八重山郡与那国町）：与那国沿岸監視隊、与那国駐屯地業務隊

## 沿革

### 警察予備隊
- 1950年（昭和25年）
  - 8月25日：

  1. 舞鶴駐屯地が開設。
  2. 久留米訓練所が開設。

  - 9月4日：針尾駐屯地が開設。
  - 9月17日：久里浜部隊が創設。
  - 9月：八戸駐屯地が開設。
  - 10月15日：函館駐屯地が開設。
  - 11月13日：宇都宮営舎が創設。
  - 11月14日：高田駐屯地が開設。
  - 12月4日：豊川営舎が開設。
- 1951年（昭和26年）
  - 時期不明：旧立川駐屯地が開設。　
  - 2月15日：宇治駐屯地が開設。
  - 5月1日：勝田駐屯地部隊が発足。
  - 8月20日：新町駐屯地が開設。
  - 12月1日：

  1. 札幌駐屯地が開設。
  2. 旧札幌駐屯地は苗穂駐屯地（現苗穂分屯地）に改称。

  - 12月15日：練馬駐屯地が開設。

- 1952年（昭和27年）
  - 3月20日：前川原駐屯地久留米分屯地が開設。
  - 5月20日：練馬駐屯地豊島分屯地が開設。
  - 7月10日：久居駐屯地が開設。
  - 10月1日：旭川部隊が新設[15]。

### 保安隊
- 1952年（昭和27年）：当用漢字の制限から「駐とん地」となる。
  - 10月15日：

  1. 恵庭駐とん地に改称される。
  2. 八戸駐とん地に改称される。
  3. 相馬原駐とん地が開設。

  - 12月1日：

  1. 恵庭駐とん地が北恵庭駐とん地に改称。
  2. 南恵庭駐とん地が新設。
  3. 島松駐とん地が新設。

  - 12月5日：久留米駐とん地が開設。
  - 12月12日：千歳駐とん地が開設。
  - 12月20日：名寄駐とん地が開設。
- 1953年（昭和28年）
  - 2月25日：舞鶴駐とん地が廃止[16]。
  - 10月5日：釧路駐とん地が開設。
- 1954年（昭和29年）
  - 3月25日：小平駐とん地が開設。
  - 6月10日：富士駐とん地が開設。

### 陸上自衛隊
- 1954年（昭和29年）
  - 7月1日：陸上自衛隊設置に伴い次の駐とん地が開設される[17]。
    - 名寄駐とん地
    - 留萌駐とん地
    - 遠軽駐とん地
    - 旭川駐とん地
    - 美幌駐とん地
    - 釧路駐とん地
    - 岩見沢駐とん地
    - 札幌駐とん地
    - 千歳駐とん地
    - 帯広駐とん地
    - 北恵庭駐とん地
    - 南恵庭駐とん地
    - 島松駐とん地
    - 幌別駐とん地
    - 函館駐とん地
    - 大湊駐とん地
    - 青森駐とん地
    - 船岡駐とん地
    - 秋田駐とん地
    - 福島駐とん地
    - 郡山駐とん地
    - 勝田駐とん地
    - 土浦駐とん地
    - 霞ケ浦駐とん地
    - 北古河駐とん地
    - 南古河駐とん地
    - 宇都宮駐とん地
    - 相馬原駐とん地
    - 新町駐とん地
    - 松戸駐とん地
    - 習志野駐とん地
    - 越中島駐とん地
    - 練馬駐とん地
    - 立川駐とん地
    - 小平駐とん地
    - 久里浜駐とん地
    - 新発田駐とん地
    - 高田駐とん地
    - 金沢駐とん地
    - 松本駐とん地
    - 富士駐とん地
    - 浜松駐とん地
    - 豊川駐とん地
    - 久居駐とん地
    - 今津駐とん地
    - 福知山駐とん地
    - 宇治駐とん地
    - 伊丹駐とん地
    - 千僧駐とん地
    - 姫路駐とん地
    - 米子駐とん地
    - 出雲駐とん地
    - 水島駐とん地
    - 福山駐とん地
    - 海田市駐とん地
    - 小月駐とん地
    - 善通寺駐とん地
    - 松山駐とん地
    - 福岡駐とん地
    - 曾根駐とん地
    - 小郡駐とん地
    - 久留米駐とん地
    - 前川原駐とん地
    - 目達原駐とん地
    - 針尾駐とん地
    - 大村駐とん地
    - 竹松駐とん地
    - 熊本駐とん地
    - 中津駐とん地
    - 都城駐とん地
    - 鹿屋駐とん地

  - 8月25日：

  1. 東千歳駐とん地が開設。
  2. 千歳駐とん地を北千歳駐とん地に改称。

  - 10月15日：相馬原駐とん地が廃止。
  - 10月21日：相浦駐とん地が開設[18]。
  - 11月10日：宇治駐とん地桂分とん地が開設。
- 1955年（昭和30年）
  - 5月14日：福知山駐とん地舞鶴分とん地が開設。
  - 7月11日：

  1. 滝川駐とん地が開設。
  2. 三宿駐とん地が開設。

  - 8月1日：明野駐とん地が開設。
  - 9月1日：上富良野駐とん地が開設。
  - 11月21日：国分駐とん地が開設。
  - 12月1日：下志津駐とん地が開設。
- 1956年（昭和31年）
  - 1月15日：横浜駐とん地が開設。
  - 5月31日：八戸駐とん地が開設。
  - 10月25日：名寄駐とん地稚内分とん地が開設。
- 1957年（昭和32年）
  - 2月1日：大久保駐とん地が開設。
  - 9月2日：針尾駐とん地が相浦駐とん地に統合され廃止。
- 1959年（昭和34年）4月1日：相馬原駐とん地が開設。
- 1960年（昭和35年）
  - 1月14日：宇治駐とん地桂分とん地が駐とん地に昇格。
  - 3月15日：

  1. 朝霞駐とん地が開設。
  2. 駒門駐とん地、駒門駐とん地板妻分とん地が開設。

  - 3月25日：川内駐とん地が開設。
  - 4月11日：富士駐とん地滝ヶ原分とん地が開設。
  - 12月9日：宇治駐とん地祝園分とん地が開設。
- 1962年（昭和37年）8月15日：駒門駐とん地板妻分とん地が板妻駐とん地に昇格。
- 1963年（昭和38年）
  - 1月31日：朝霞駐とん地入間分とん地が開設。
  - 3月31日：立川駐とん地（旧立川駐とん地）が廃止、小平駐とん地立川分とん地が開設。
- 1965年（昭和40年）3月15日：釧路駐とん地別海分とん地が開設。
- 1966年（昭和41年）
  - 2月21日：釧路駐とん地別海分とん地が別海駐とん地に昇格。
  - 4月1日：福知山駐とん地舞鶴分とん地が廃止。
- 1968年（昭和43年）
  - 3月25日：弘前駐とん地が開設。
  - 12月10日：名寄駐とん地礼文分とん地が開設。
- 1971年（昭和46年）10月20日：朝霞駐とん地座間分とん地が開設。
- 1972年（昭和47年）10月11日：那覇駐とん地が開設。
- 1973年（昭和48年）
  - 4月13日：

  1. 那覇駐とん地知念分とん地が開設。
  2. 那覇駐とん地与座分とん地が開設。

  - 4月16日：那覇駐とん地南与座分とん地が開設。
  - 5月1日：

  1. 那覇駐とん地コザ分とん地が開設。
  2. 那覇駐とん地勝連分とん地が開設。

  - 5月2日：米軍立川基地内に立川駐とん地が開設。
- 1974年（昭和49年）4月11日：

1. 富士駐屯地滝ヶ原分とん地が滝ヶ原駐とん地に昇格。
2. 立川分とん地が駐とん地に昇格し、東立川駐とん地が開設。
3. 那覇駐とん地コザ分とん地が那覇駐とん地の白川分とん地に改称。

- 1976年（昭和51年）8月20日：青野原駐とん地が開設。
- 1977年（昭和52年）3月25日：上富良野駐とん地多田分とん地が開設。
- 1981年（昭和56年）12月20日：えびの駐屯地が開設[19]。
- 1982年（昭和57年）4月30日：自衛隊法施行令改正で「駐とん地」から再び「駐屯地」とる。
- 2006年（平成18年）1月1日：那覇駐屯地与座分屯地を那覇駐屯地八重瀬分屯地と改称。
- 2010年（平成22年）3月26日：善通寺駐屯地北徳島分屯地が開庁。
- 2012年（平成24年）3月26日：徳島駐屯地が開庁。善通寺駐屯地北徳島分屯地が徳島駐屯地北徳島分屯地となる。
- 2013年（平成25年）3月26日：座間駐屯地に昇格。
- 2016年（平成28年）3月28日：与那国島に与那国駐屯地が開設。
- 2018年（平成30年）3月27日：米子駐屯地美保分屯地が開庁[20][21]。
- 2019年（平成31年）3月26日：

1. 奄美駐屯地、奄美駐屯地瀬戸内分屯地が開設。
2. 宮古島駐屯地が開設。

- 2022年（令和4年）3月17日：

1. 南別府駐屯地が廃止。
2. 南那覇駐屯地が開設。

- 2023年（令和5年）3月16日：石垣島に石垣駐屯地が開設[22]。